# Arecibói üzenet

Az arecibói üzenet grafikus reprezentációja – az emberiség első próbálkozása, hogy rádióhullámok használatával tudassa létezését idegen civilizációkkal. A színezés utólagos a könnyebb megértés érdekében. Az eredeti üzenet nem tartalmazott színinformációkat.

Az arecibói üzenet egy rádióüzenet, melyet 1974. november 16-án sugároztak a Földről az űrbe az arecibói rádióteleszkóppal a Messier 13 nevű gömbhalmaz felé, amely mintegy 25 000 fényévnyire van a Földtől. Az üzenet 1679 bitből állt (209,875 byte). Az 1679 két prímszám, a 23 és a 73 szorzata. Több megoldás nem lehetséges, mivel bármilyen más formában felírva az üzenetet az utolsó sor csonka lenne. Az egész továbbítása 1679 másodpercig tartott, csak egyszer küldték el, nem ismételték.

## Az üzenet megfejtése
Az üzenetet Dr. Frank Drake és Carl Sagan írta. 7 részből áll, ami a következő fogalmakat kódolja:
- 1. a számok egy (1) és tíz (10) között,
- 2. a következő kémiai elemek rendszámai: hidrogén, szén, nitrogén, oxigén és foszfor – ezek a dezoxiribonukleinsav (DNS) alkotóelemei,
- 3. A DNS nukleotidjaiban található cukrok és bázisok képlete
- 4. A DNS-ben levő nukleotidok száma, és a DNS kettős hélix szerkezetének ábrázolása,
- 5. Az ember grafikus ábrázolása, egy átlagember testmagassága és a Föld lakossága, (akkor 4,5 milliárd)
- 6. A Föld Naprendszerének grafikája,
- 7. az Arecibo rádióteleszkóp grafikája és az adóantenna méretei.

### Számok
```
1 2 3 4 5 6 7 8  9  10
----------------------
0 0 0 1 1 1 1 00 00 00
0 1 1 0 0 1 1 00 00 10
1 0 1 0 1 0 1 01 11 01
X X X X X X X X  X  X
```

A számok egytől tízig kettes számrendszerben. Az utolsó sor jelöli a számok kezdetét. A számok 1 és 7 között kettes számrendszerben vannak kódolva, de a 8, 9 és 10 már más formában. Ennek az utolsó 3 számnak két oszlopa van. A második oszlop 8-at jelent, melyet hozzá kell adni az első oszlophoz. Pl: 9=8+1

### DNSelemek
```
H C N O P
1 6 7 8 15
----------
0 0 0 1 1
0 1 1 0 1
0 1 1 0 1
1 0 1 0 1
X X X X X
```

Az ábrázolt számok az 1, 6, 7, 8 és a 15. Ezek a DNS-t felépítő elemek: hidrogén, (H), szén (C), nitrogén (N), oxigén (O), és foszfor (P) rendszámai. Az utolsó sor itt is a számok végét jelenti.

### Nukleotidok
```
Dezoxiribóz
 
Adenin
 
Timin
 Dezoxiribóz
(C
5
OH
7
) (C
5
H
4
N
5
) (C
5
H
5
N
2
O
2
) (C
5
OH
7
)
```

```
Foszfát
 Foszfát
(PO
4
) (PO
4
)
```

```
Dezoxiribóz 
Citozin
 
Guanin
 Dezoxiribóz
(C
5
OH
7
) (C
4
H
4
N
3
O) (C
5
H
4
N
5
O) (C
5
OH
7
)
```

```
Foszfát Foszfát
(PO
4
) (PO
4
)
```

```
11000
10000
11010
XXXXX
-----
75010
```

### Dupla hélix
```
11
11
11
11
11
01
11
11
01
11
01
11
10
11
11
01
X
```

```
1111111111110111 1111101101011110 (bináris)
= 4,294,441,822 (decimális)
```

A középső ábra a DNS-ben található nukleotidok számát adja meg, az itt szereplő érték körülbelül 4,3 milliárd, valójában az emberi genom mintegy 3,2 milliárd bázispárt tartalmaz.

### Emberiség
```
         X011011
         111111
X0111    110111
         111011
         111111
         110000
```

```
1110 (bináris) = 14 (decimális)
```

```
000011 111111 110111 111011 111111 110110 (bináris)
= 4,292,853,750 (decimális)
```

Az ábrarész központi eleme egy ember. A balra levő elem (a képben) jelzi egy személy átlagos magasságát: 1764 mm. Ez megfelel a vízszintesen binárisan írott 14-nek, amit meg kell szorozni az üzenet hullámhosszával (126 mm). A jobbra levő elem kb. 4,3 milliárdot jelöl, az emberiség népességét 1974-ben.

### Bolygók
```
               Föld
Nap Merkúr Vénusz Mars Jupiter Szaturnusz Uránusz Neptunusz Plútó
```

A Naprendszer bemutatása, a Nap és a Naprendszer bolygói sorrendben: Merkúr, Vénusz, Föld, Mars, Jupiter, Szaturnusz, Uránusz, Neptunusz és Plútó. (A Plútót azóta a Nemzetközi Csillagászati Unió visszaminősítette törpebolygóvá, de az üzenet írásakor még a bolygók közé sorolták.)
A Föld a harmadik bolygó a Naptól - a grafikája egy sorral magasabban van, mint a többi bolygó, ezzel jelezve az üzenet küldésének helyét. Az emberi alak a Föld felett áll.

### Teleszkóp
Az alsó két sor:

```
     100101
<--- 111110X --->
```

```
100101 111110 (bináris) = 2,430 (decimális)
```

Az utolsó rész az átmérőjével jellemzi az Arecibo rádióteleszkópot (2430, amit meg kell szorozni a hullámhosszal, ez 306,18 méter).

## Az üzenet bináris formában
0000001010101000000000000101000001010000000100100010001000100101100101010
1010101010100100100000000000000000000000000000000000001100000000000000000
0011010000000000000000000110100000000000000000010101000000000000000000111
1100000000000000000000000000000000110000111000110000110001000000000000011
0010000110100011000110000110101111101111101111101111100000000000000000000
0000001000000000000000001000000000000000000000000000010000000000000000011
1111000000000000011111000000000000000000000001100001100001110001100010000
0001000000000100001101000011000111001101011111011111011111011111000000000
0000000000000000010000001100000000010000000000011000000000000000100000110
0000000001111110000011000000111110000000000110000000000000100000000100000
0001000001000000110000000100000001100001100000010000000000110001000011000
0000000000001100110000000000000110001000011000000000110000110000001000000
0100000010000000010000010000000110000000010001000000001100000000100010000
0000010000000100000100000001000000010000000100000000000011000000000110000
0000110000000001000111010110000000000010000000100000000000000100000111110
0000000000010000101110100101101100000010011100100111111101110000111000001
1011100000000010100000111011001000000101000001111110010000001010000011000
0001000001101100000000000000000000000000000000000111000001000000000000001
1101010001010101010100111000000000101010100000000000000001010000000000000
0111110000000000000000111111111000000000000111000000011100000000011000000
0000011000000011010000000001011000001100110000000110011000010001010000010
1000100001000100100010010001000000001000101000100000000000010000100001000
0000000001000000000100000000000000100101000000000001111001111101001111000

## Megjegyzés
2001 augusztusában gabonakörök bukkantak fel a brit Hampshire-ben, nem messze a chiboltoni rádióteleszkóptól. Ez az úgynevezett „arecibói válasz”. A gabonakörökből egy fej tevődött össze. Ez egy kísérlet volt arra nézve, hogy vajon az emberiség meg tudna-e fejteni a jelenlegi eszközökkel egy, az elküldötthöz hasonló üzenetet.
2008-ban Ukrajnából egy ötszáz fotóból, képből, szövegből álló, újabb üzenetet küldtek az űrbe, egy húsz fényévnyire lévő bolygó irányába.

## Lásd még
- Fermi-paradoxon
- Pioneer-tábla